# Шеньчжоу-9
Шеньчжоу-9 (кит.: 神舟九号) — четвертий пілотований космічний корабель КНР. Запущений 16 червня та повернувся на Землю 29 червня 2012 року. Другий за рахунком із серії кораблів, котрі обладнані стикувальним вузлом. Екіпаж корабля складається з трьох чоловік. Вперше в китайській космонавтиці в польоті бере участь жінка-тайконавт, тайконавт здійснює 2-й політ, проведено пілотоване стикування, продовжено формування пілотованого комплексу і здійснено доставку і повернення вантажів для національної космічної станції.

## Екіпаж
- Цзін Хайпен (2-й політ) — командир екіпажу.
- Лю Ян — дослідник, перша жінка-космонавт Китаю.
- Лю Ван — пілот.

## Місія
Головна мета запуску «Шеньчжоу-9» — здійснити стикування з космічним модулем (станцією) «Тяньгун-1». Стикування з «Тяньгун-1» передбачене в автоматичному і ручному режимах (друге стикування здійснюватиметься пілотом корабля «Шеньчжоу-9»), в продовження відпрацювання технології стикування, раніше вперше здійсненої безпілотним кораблем «Шеньчжоу-8». 

## Політ
16 червня в 18:37 за пекінським часом пілотований корабель був запущений з космодрому Цзюцюань. На космодромі при старті присутній спікер парламенту (ВЗНП) У Банго.
Китайський космічний корабель «Шеньчжоу-9» в 6:07:05 UTC (10:07:05 за київським часом) зробив автоматичне стикування із орбітальною станцією «Тяньгун-1». Після першого стикування всі 3 члени екіпажу «Шеньчжоу-9» перейшли в орбітальний модуль, де протягом більше 10 днів проводили наукові та технологічні експерименти, в тому числі медико-біологічні, за які відповідає жінка-тайконавт. 
24 червня в 3:09 UTC (6:09 за київським часом) космічний корабель «Шеньчжоу-9» відстикувався від модуля «Тяньгун-1» і відійшов від нього на 300 м. Потім корабель знову наблизився до модуля на відстань 140 м. Подальше зближення велося в ручному режимі. Керував кораблем Лю Ван. У 4:48 UTC (8:48 мск) корабель знову торкнувся модуля.

29 червня «Шеньчжоу-9» відстикувався від модуля «Тяньгун-1» і того ж дня успішно приземлився у заданому районі в Монголії.

## Цікавий факт
Також 16 червня (1963 року) на кораблі «Восток-6» стартувала перша радянська жінка-космонавт Валентина Терешкова.